# San Andrés del Rabanedo
San Andrés del Rabanedo és un municipi de la província de Lleó, a la comunitat autònoma de Castella i Lleó. Limita amb Cuadros, Sariegos, Rioseco de Tapia, Cimanes del Tejar, i Valverde de la Virgen.

## Demografia
| Any      | 1950 | 1986  | 2001  | 2007   |
| -------- | ---- | ----- | ----- | ------ |
| Població | 6045 | 15881 | 24816 | 28.894 |